# Phong trào phản chiến

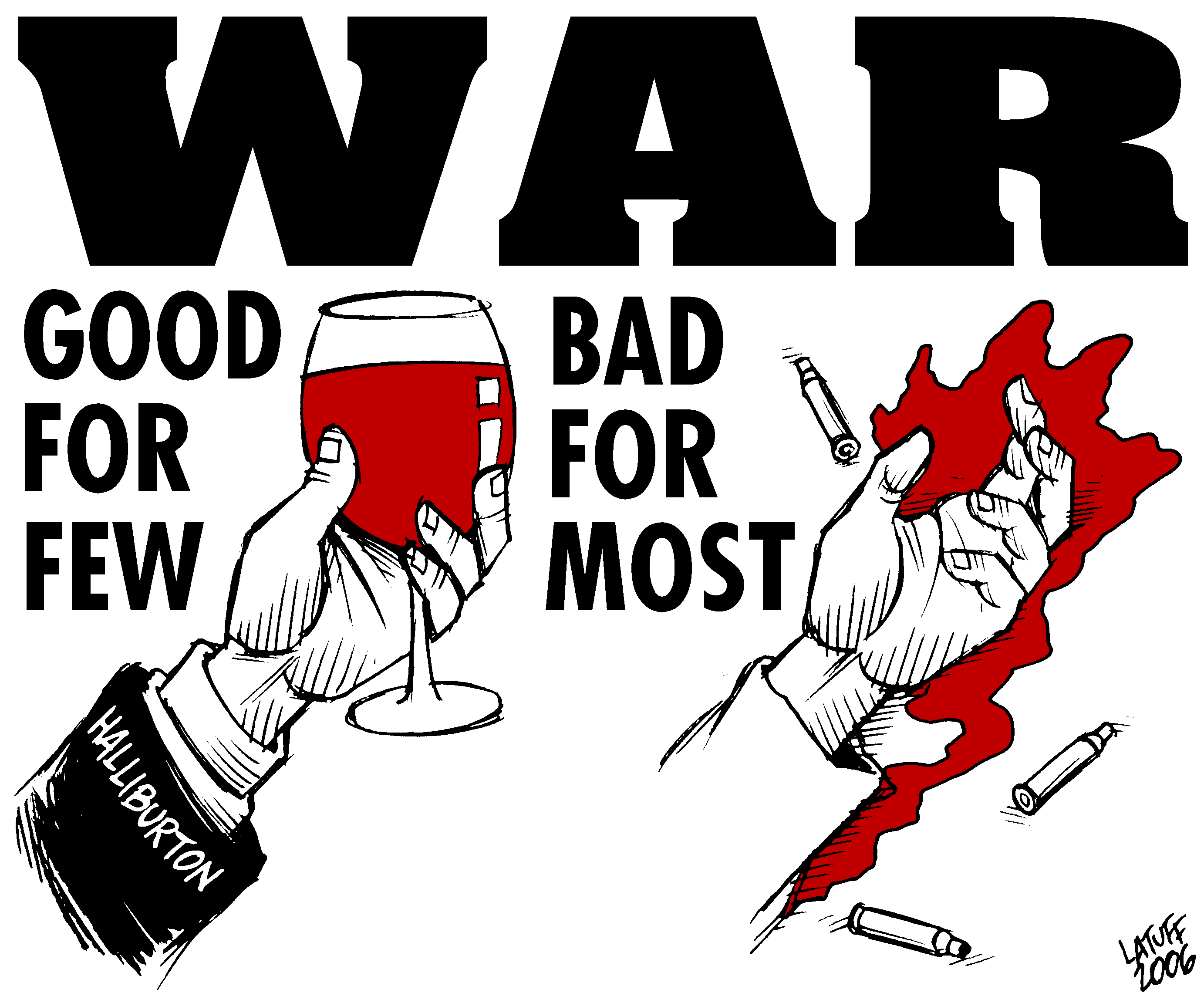
Một poster phản chiến

Một biểu tượng hòa bình, ban đầu được thiết kế cho Chiến dịch giải trừ vũ khí hạt nhân (CND) của Anh

Phong trào chống chiến tranh (hoặc phong trào phản chiến) là một phong trào xã hội, thường là đối lập với quyết định bắt đầu hoặc tiến hành một cuộc xung đột vũ trang, vô điều kiện của một nguyên nhân có thể tồn tại. Thuật ngữ phản chiến cũng có thể đề cập đến chủ nghĩa hòa bình, đó là sự phản đối tất cả việc sử dụng lực lượng quân sự trong các cuộc xung đột, hoặc các sách, tranh vẽ và các tác phẩm nghệ thuật khác. Nhiều nhà hoạt động phân biệt giữa các phong trào phản chiến và phong trào hòa bình. Các nhà hoạt động chống chiến tranh hoạt động thông qua sự phản kháng và các phương tiện cơ sở khác để cố gắng gây áp lực với một chính phủ (hoặc chính phủ) để chấm dứt một cuộc chiến hoặc xung đột cụ thể. 

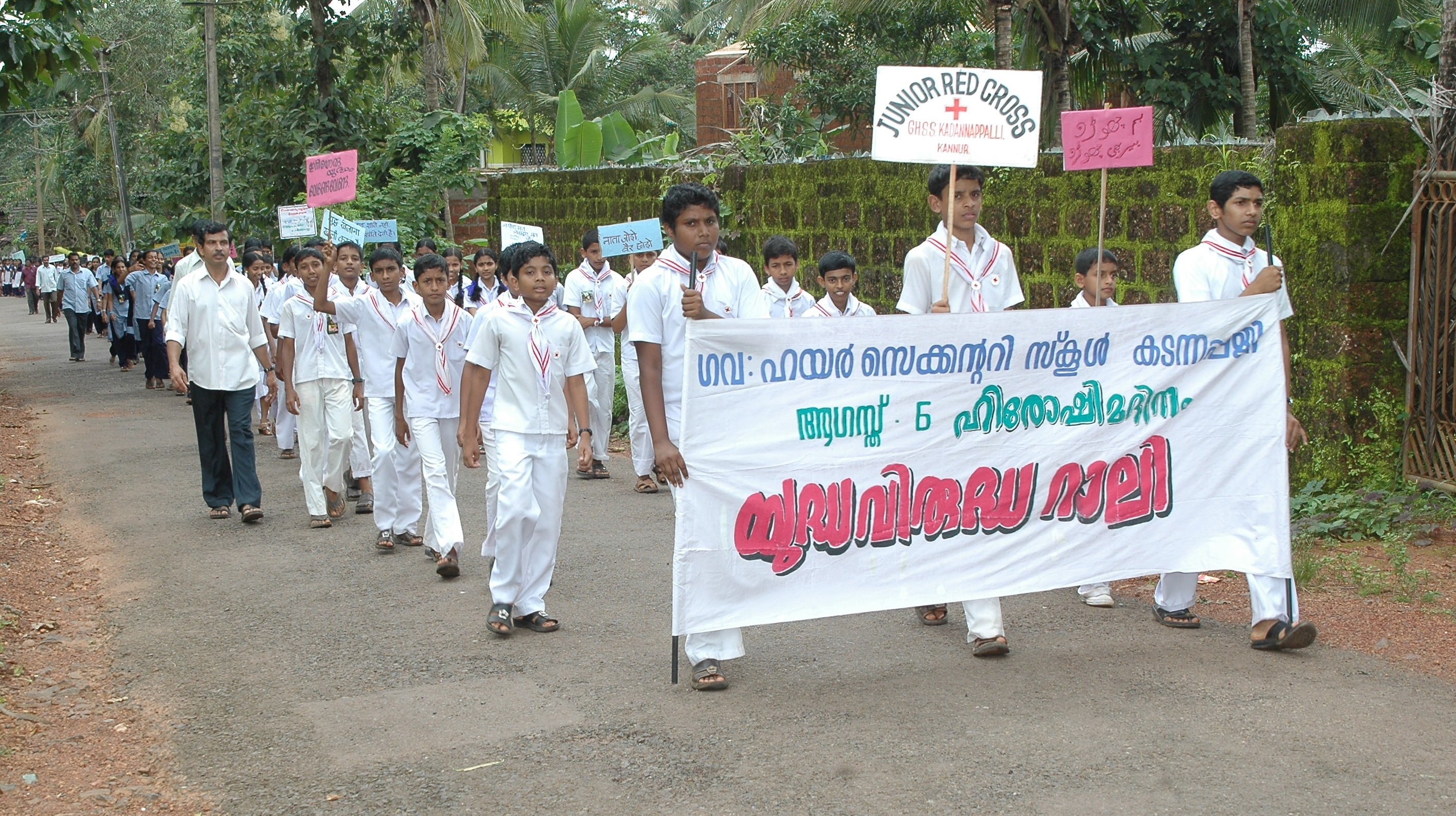
Cuộc biểu tình phản chiến của học sinh ở Pilathara, Ấn Độ

## Lịch sử của phong trào phản chiến hiện đại

### Chiến tranh cách mạng Hòa Kỳ
Sự phản đối đáng kể đối với sự can thiệp chiến tranh của Anh ở Mỹ đã khiến Hạ viện Anh vào ngày 27 tháng 2 năm 1782 bỏ phiếu chống lại cuộc chiến tiếp theo ở Mỹ, mở đường cho Bộ Rockingham thứ hai và Hiệp ước Hòa bình Paris.

### Kỷ nguyên Antebellum Hoa Kỳ
Đáng kể quan điểm chống chiến tranh phát triển tại Hoa Kỳ trong giai đoạn gần giữa khi kết thúc chiến tranh năm 1812 và bắt đầu cuộc chiến tranh dân sự, hoặc những gì được gọi là kỷ nguyên  Antebellum (một phong trào tương tự được phát triển ở Anh trong cùng thời kỳ). Phong trào phản ánh cả những người theo chủ nghĩa hòa bình nghiêm ngặt và những người ủng hộ không can thiệp ôn hòa hơn. Nhiều trí thức nổi bật thời bấy giờ, bao gồm Ralph Waldo Emerson, Henry David Thoreau (xem Bất tuân dân sự) và William Ellery Channing đã đóng góp các tác phẩm văn học chống chiến tranh. Những cái tên khác liên quan đến phong trào bao gồm William Ladd, Noah Worcester, Thomas Cogswell Upham và Asa Mahan. Nhiều xã hội hòa bình được hình thành trên khắp Hoa Kỳ, trong đó nổi bật nhất là Hiệp hội Hòa bình Hoa Kỳ. Nhiều tạp chí định kỳ (ví dụ: Người ủng hộ hòa bình) và sách cũng được sản xuất. Cuốn sách Hòa bình, một tuyển tập do Hiệp hội Hòa bình Hoa Kỳ sản xuất năm 1845, chắc chắn phải được xếp hạng là một trong những tác phẩm đáng chú ý nhất của văn học phản chiến từng được sản xuất.
Một chủ đề định kỳ trong phong trào này là lời kêu gọi thành lập tòa án quốc tế sẽ xét xử các tranh chấp giữa các quốc gia. Một đặc điểm khác biệt của văn học phản chiến là sự nhấn mạnh về cách chiến tranh góp phần làm suy giảm đạo đức và tàn bạo của xã hội nói chung.

### Nội chiến Hoa Kỳ

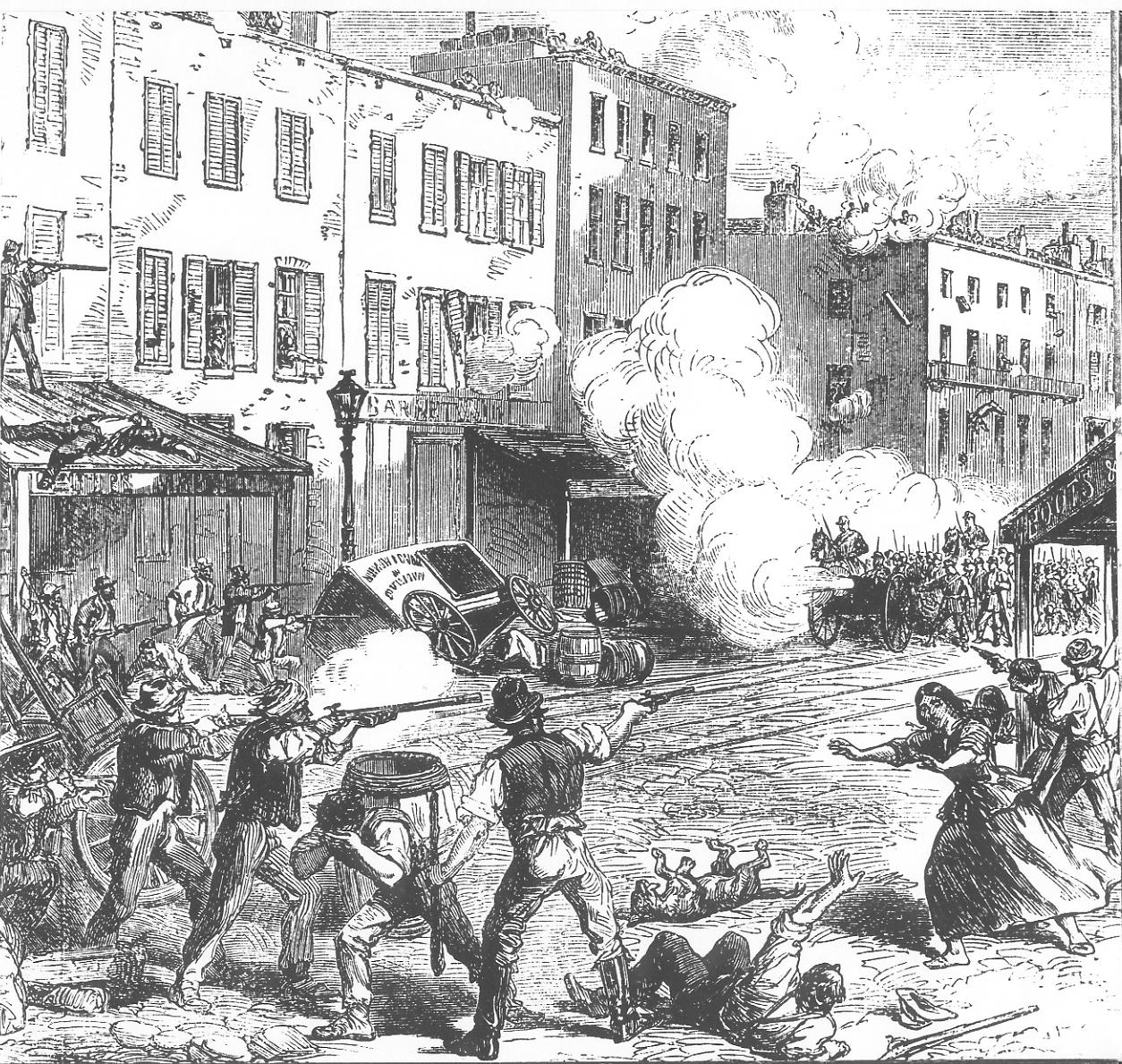
Những kẻ bạo loạn tấn công quân đội liên bang.

Một sự kiện quan trọng trong lịch sử ban đầu của lập trường phản chiến hiện đại trong văn học và xã hội là Nội chiến Hoa Kỳ, nơi nó lên đến đỉnh điểm trong cuộc bầu cử của George McClellan cho Tổng thống Hoa Kỳ với tư cách là "Dân chủ Hòa bình" chống lại Tổng thống đương nhiệm Abraham Lincoln. Các phác thảo của lập trường chống chiến tranh được nhìn thấy: lập luận rằng chi phí duy trì cuộc xung đột hiện tại không xứng đáng với những lợi ích có thể đạt được, lời kêu gọi chấm dứt sự khủng khiếp của chiến tranh và lập luận rằng chiến tranh đang được tiến hành lợi nhuận của lợi ích đặc biệt. Trong chiến tranh, các cuộc nổi loạn của Dự thảo New York đã được bắt đầu như những cuộc biểu tình bạo lực chống lại Kế hoạch nhập ngũ của Đạo luật của Lincoln Lincoln để soạn thảo những người đàn ông chiến đấu trong cuộc chiến. Sự phẫn nộ về sự bắt buộc đã được tăng cường bởi khả năng "mua" việc trốn nhập ngũ; số tiền mà những người giàu có chỉ có thể mua được. Sau chiến tranh, Huy hiệu đỏ của lòng dũng cảm đã mô tả sự hỗn loạn và cảm giác chết chóc xuất phát từ phong cách chiến đấu thay đổi: tránh xa sự tham gia đã định sẵn và hướng tới hai đội quân tham gia trận chiến liên tục trên một khu vực rộng lớn.

### Chiến tranh Boer lần thứ hai
William Thomas Stead đã thành lập một tổ chức chống lại Chiến tranh Boer thứ hai: Ủy ban ngăn chặn chiến tranh.

### Thế Chiến thứ nhất

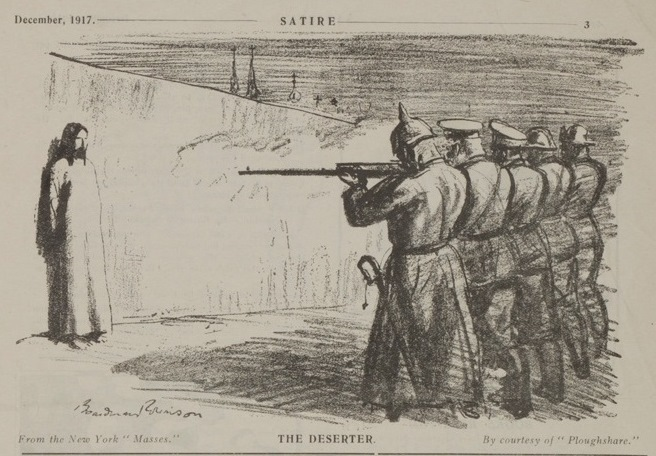
The Deserter của Boardman Robinson, The Masses, 1916.

Ở Anh, vào năm 1914, trại thường niên của Đội ngũ Huấn luyện Cán bộ Trường Công được tổ chức tại Tidworth Pennings, gần Đồng bằng Salisbury. Người đứng đầu Quân đội Anh Kitchener là để xem xét các học viên, nhưng sự bất tử của cuộc chiến đã ngăn cản ông. Tướng Horace Smith-Dorrien được gửi thay thế. Ông ngạc nhiên hai hoặc ba nghìn học viên bằng cách tuyên bố (theo lời của Donald Christopher Smith, một Bermudian thiếu sinh quân người đã có mặt) chiến tranh nên tránh bằng mọi giá, cuộc chiến đó sẽ chẳng giải quyết được gì, mà toàn bộ châu Âu và hơn nữa bên cạnh sẽ bị biến thành đống đổ nát, và sự mất mát của cuộc sống sẽ lớn đến mức toàn bộ dân số sẽ bị tàn lụi. Trong sự thiếu hiểu biết của tôi, tôi và nhiều người trong chúng tôi, cảm thấy gần như xấu hổ về một vị tướng Anh đã thốt ra những tình cảm chán nản và không kiên nhẫn như vậy, nhưng trong bốn năm tiếp theo, những người trong chúng tôi sống sót sau cuộc tàn sát - có lẽ không quá một phần tư chúng tôi - đã học được cách tiên lượng của Đại tướng và sự can đảm của ông đã nói ra điều đó như thế nào.  Việc lên tiếng về những tình cảm này không cản trở sự nghiệp của Smith-Dorrien, hoặc ngăn cản ông thực hiện nghĩa vụ của mình trong Thế chiến thứ nhất với khả năng tốt nhất của anh ta.
Với sự cơ giới hóa chiến tranh ngày càng tăng, sự phản đối với sự khủng khiếp của nó ngày càng tăng, đặc biệt là sau Chiến tranh thế giới thứ nhất. Các phong trào văn hóa tiên phong ở châu Âu như Dada rõ ràng mang tính phản chiến.
Đạo luật gián điệp năm 1917 và Đạo luật chống phản chiến năm 1918 đã trao cho chính quyền Mỹ quyền đóng cửa các tờ báo và bỏ tù các cá nhân vì có quan điểm phản chiến.
Vào ngày 16 tháng 6 năm 1918, Eugene V. Debs đã có bài phát biểu phản chiến và bị bắt theo Đạo luật gián điệp năm 1917. Ông đã bị đưa ra tòa xử, bị kết án mười năm tù, nhưng Tổng thống Warren G. Harding đã xóa án cho ông vào ngày 25 tháng 12 năm 1921.

### Giữa các cuộc chiến tranh thế giới
Năm 1924 Ernst Friedrich xuất bản tác phẩm Krieg dem Krieg! (Chiến tranh chống chiến tranh!): Một album gồm những bức ảnh được vẽ từ kho lưu trữ quân sự và y tế của Đức từ cuộc chiến tranh thế giới thứ nhất. Về nỗi đau của những người khác, Sontag mô tả cuốn sách là "nhiếp ảnh như một liệu pháp sốc" được thiết kế để "gây kinh hoàng và làm mất tinh thần".
Đó là vào những năm 1930, phong trào phản chiến của phương Tây đã hình thành, mà gốc rễ chính trị và tổ chức của hầu hết các phong trào hiện có có thể được truy tìm. Đặc điểm của phong trào phản chiến bao gồm sự phản đối các lợi ích doanh nghiệp được coi là được hưởng lợi từ chiến tranh, với hiện trạng đang đánh đổi cuộc sống của những người trẻ tuổi để lấy sự an ủi cho những người lớn tuổi, khái niệm rằng những người được soạn thảo là từ nghèo các gia đình và sẽ chiến đấu trong một cuộc chiến thay cho những cá nhân có đặc quyền, những người có thể tránh được việc tuyển quân và nghĩa vụ quân sự, và thiếu đầu vào trong việc đưa ra quyết định rằng những người sẽ chết trong cuộc xung đột sẽ quyết định tham gia vào nó.
Năm 1933, Liên minh Oxford đã ghi rõ trong Cam kết Oxford của mình, "Liên minh này trong mọi trường hợp sẽ không đấu tranh cho Vua và Quốc gia của nó."
Nhiều cựu chiến binh, bao gồm cả Tướng Smedley Butler của Hoa Kỳ, đã lên tiếng chống lại các cuộc chiến tranh và việc trục lợi chiến tranh khi họ trở lại cuộc sống dân sự.
Các cựu chiến binh vẫn cực kỳ hoài nghi về động lực tham gia Thế chiến I, nhưng nhiều người sẵn sàng chiến đấu sau Nội chiến Tây Ban Nha, cho thấy chủ nghĩa hòa bình không phải lúc nào cũng là động lực. Những xu hướng này đã được mô tả trong các tiểu thuyết như All quiet on the Western Front, For Whom the Bell Tolls và Johnny Got His Gun.

### Chiến tranh Thế giới thứ hai

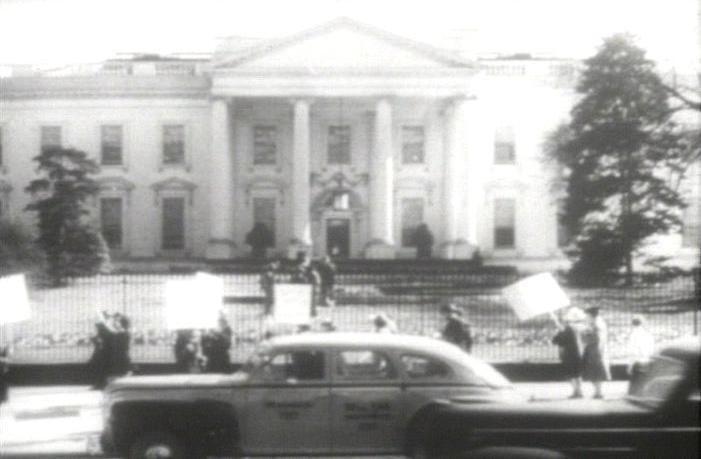
Cuộc biểu tình tại Nhà Trắng của tổ chức Huy động Hòa bình Hoa Kỳ.

Đối lập với Thế chiến II hầu hết đều có tiếng nói trong thời kỳ đầu của nó, và vẫn mạnh mẽ hơn trước khi nó bắt đầu trong khi sự khuyến khích và chủ nghĩa cô lập được coi là những lựa chọn ngoại giao khả thi. Các tổ chức do cộng sản lãnh đạo, bao gồm các cựu chiến binh của Nội chiến Tây Ban Nha,  phản đối chiến tranh trong thời kỳ hiệp ước Hitler-Stalin nhưng sau đó biến thành diều hâu sau khi Đức xâm chiếm Liên Xô.
Chiến tranh dường như, trong một thời gian, đặt các phong trào phản chiến ở một bất lợi xã hội rõ rệt; rất ít, chủ yếu là những người theo chủ nghĩa hòa bình hăng hái, tiếp tục tranh luận chống lại cuộc chiến và kết quả của nó vào thời điểm đó. Tuy nhiên, Chiến tranh Lạnh theo sau với sự tái tổ chức sau chiến tranh, và phe đối lập lại tiếp tục. Thực tế nghiệt ngã của chiến đấu hiện đại, và bản chất của xã hội cơ giới đảm bảo rằng quan điểm chống chiến tranh được trình bày trong Catch-22, Slaughterhouse-Five và The Tin Drum. Tình cảm này đã tăng lên mạnh mẽ khi Chiến tranh Lạnh dường như đưa ra tình huống của một loạt các cuộc xung đột không hồi kết, được chiến đấu với chi phí khủng khiếp dành cho các thế hệ trẻ.

### Chiến tranh Việt Nam

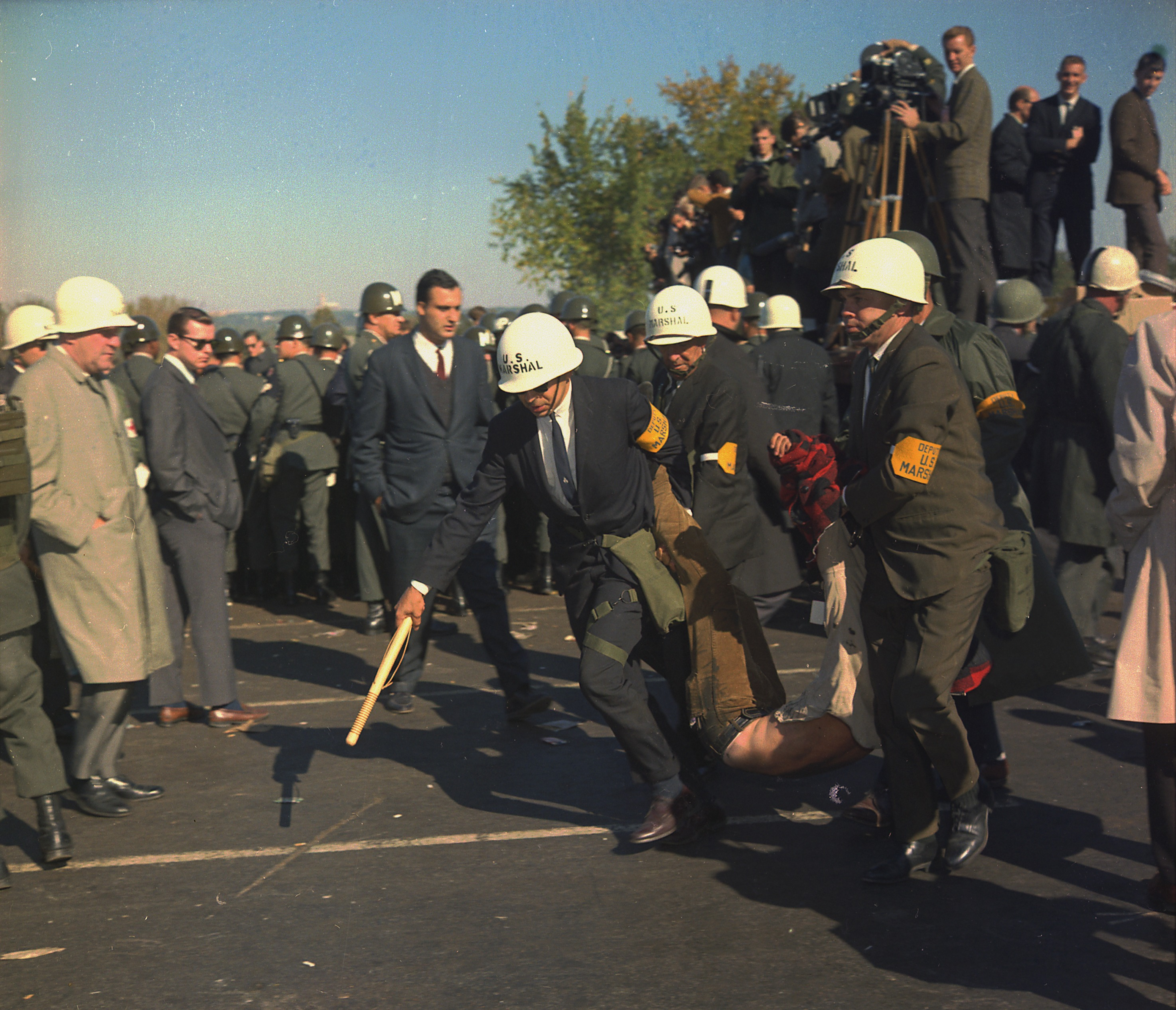
Quân đội Hoa Kỳ bắt giữ một người biểu tình chống Chiến tranh Việt Nam tại Washington, DC, 1967

Sự phản đối có tổ chức đối với sự can dự của Hoa Kỳ vào Chiến tranh Việt Nam bắt đầu chậm chạp và với số lượng nhỏ vào năm 1964 tại các cơ sở đại học khác nhau ở Hoa Kỳ và nhanh chóng khi chiến tranh trở nên tồi tệ hơn. Năm 1967, một liên minh gồm các nhà hoạt động chống chiến tranh đã thành lập Ủy ban vận động quốc gia chấm dứt chiến tranh ở Việt Nam, nơi tổ chức nhiều cuộc biểu tình phản chiến lớn từ cuối những năm 1960-1972. Các bài hát, tổ chức, vở kịch và các tác phẩm văn học phản văn hóa đã khuyến khích tinh thần không tuân thủ, hòa bình và chống chủ nghĩa thành lập. Cảm xúc phản chiến này đã phát triển trong một thời gian hoạt động sinh viên chưa từng có và ngay trên phong trào Dân quyền, và được củng cố về số lượng bởi thế hệ bùng nổ trẻ em có ý nghĩa nhân khẩu học. Nó nhanh chóng phát triển để bao gồm một số lượng người tham gia rộng và đa dạng của người Mỹ từ mọi tầng lớp. Phong trào chiến tranh chống Việt Nam thường được coi là một yếu tố chính ảnh hưởng đến sự tham gia của Mỹ vào chính cuộc chiến. Nhiều cựu chiến binh Việt Nam, bao gồm cựu Ngoại trưởng và cựu thượng nghị sĩ Hoa Kỳ John Kerry và cựu chiến binh khuyết tật Ron Kovic, đã lên tiếng phản đối chiến tranh Việt Nam khi họ trở về Hoa Kỳ.

### Chiến tranh biên giới Nam Phi
Sự phản đối Chiến tranh Biên giới Nam Phi lan rộng đến một cuộc kháng chiến chung cho quân đội apartheid. Các tổ chức như Chiến dịch kết thúc và Ủy ban về những người kháng chiến Nam Phi đã được thành lập. Nhiều người phản đối chiến tranh vào thời điểm này.

### Chiến tranh Afghanistan 2001

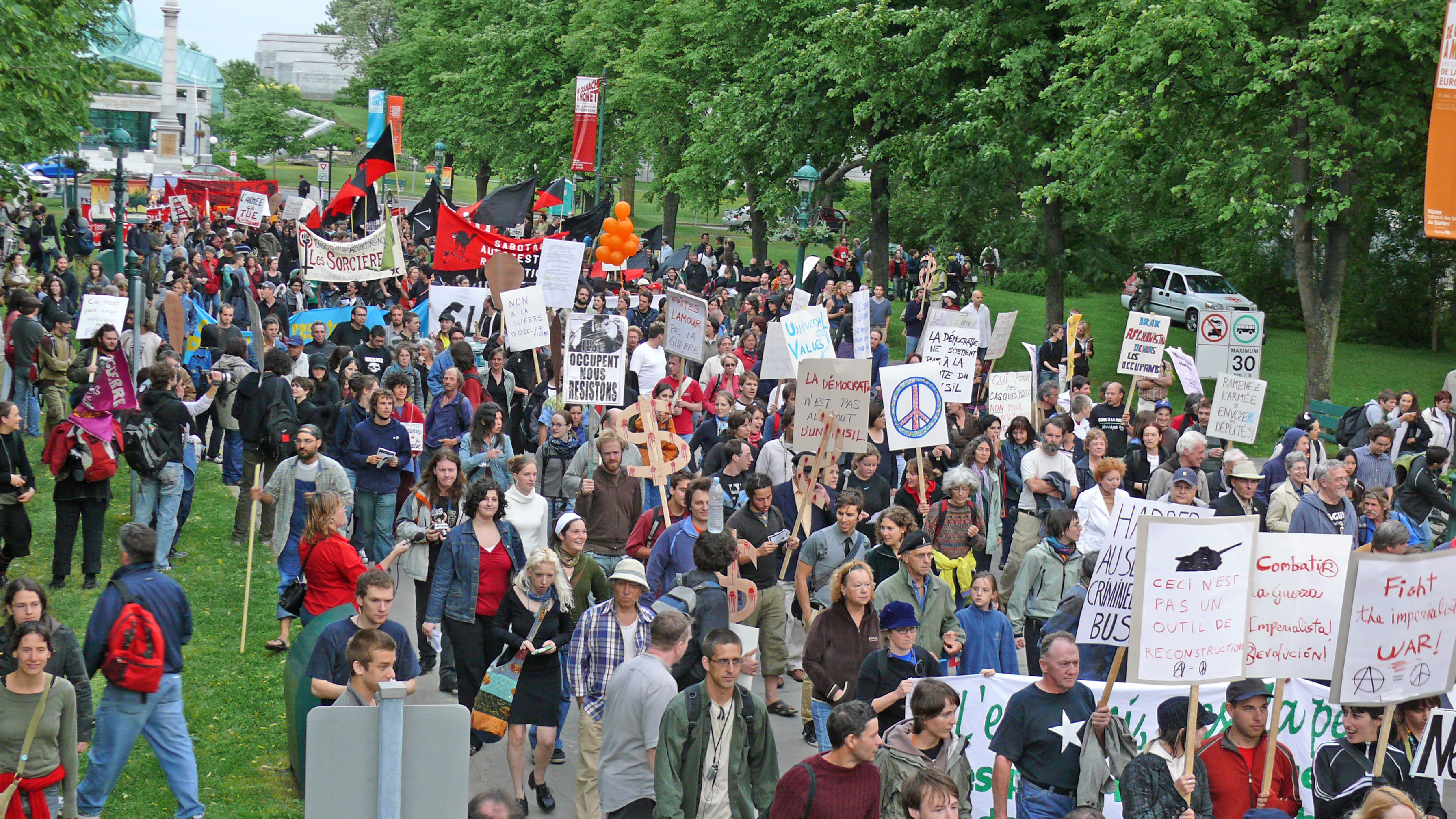
Biểu tình tại thành phố Québec chống lại sự can dự của quân đội Canada ở Afghanistan, ngày 22 tháng 6 năm 2007

Ban đầu có rất ít sự phản đối Chiến tranh Afghanistan năm 2001 ở Hoa Kỳ và Vương quốc Anh, được coi là một phản ứng trước cuộc tấn công khủng bố ngày 11 tháng 9 năm 2001 và được đa số công chúng Mỹ ủng hộ. Hầu hết các phe đối lập có tiếng nói đến từ các nhóm hòa bình và các nhóm thúc đẩy một chương trình nghị sự chính trị cánh tả; ở Hoa Kỳ, nhóm ANSWER là một trong những người tổ chức các cuộc biểu tình phản chiến rõ ràng nhất, mặc dù nhóm đó phải đối mặt với những tranh cãi đáng kể về những cáo buộc đó là một mặt trận cho Đảng Thế giới Công nhân theo chủ nghĩa Stalin cực đoan. Theo thời gian, sự phản đối cuộc chiến ở Afghanistan ngày càng lan rộng, một phần là do sự mệt mỏi với thời gian của cuộc xung đột, và một phần là kết quả của cuộc xung đột với cuộc chiến không phổ biến ở Iraq.

### Chiến tranh Iraq

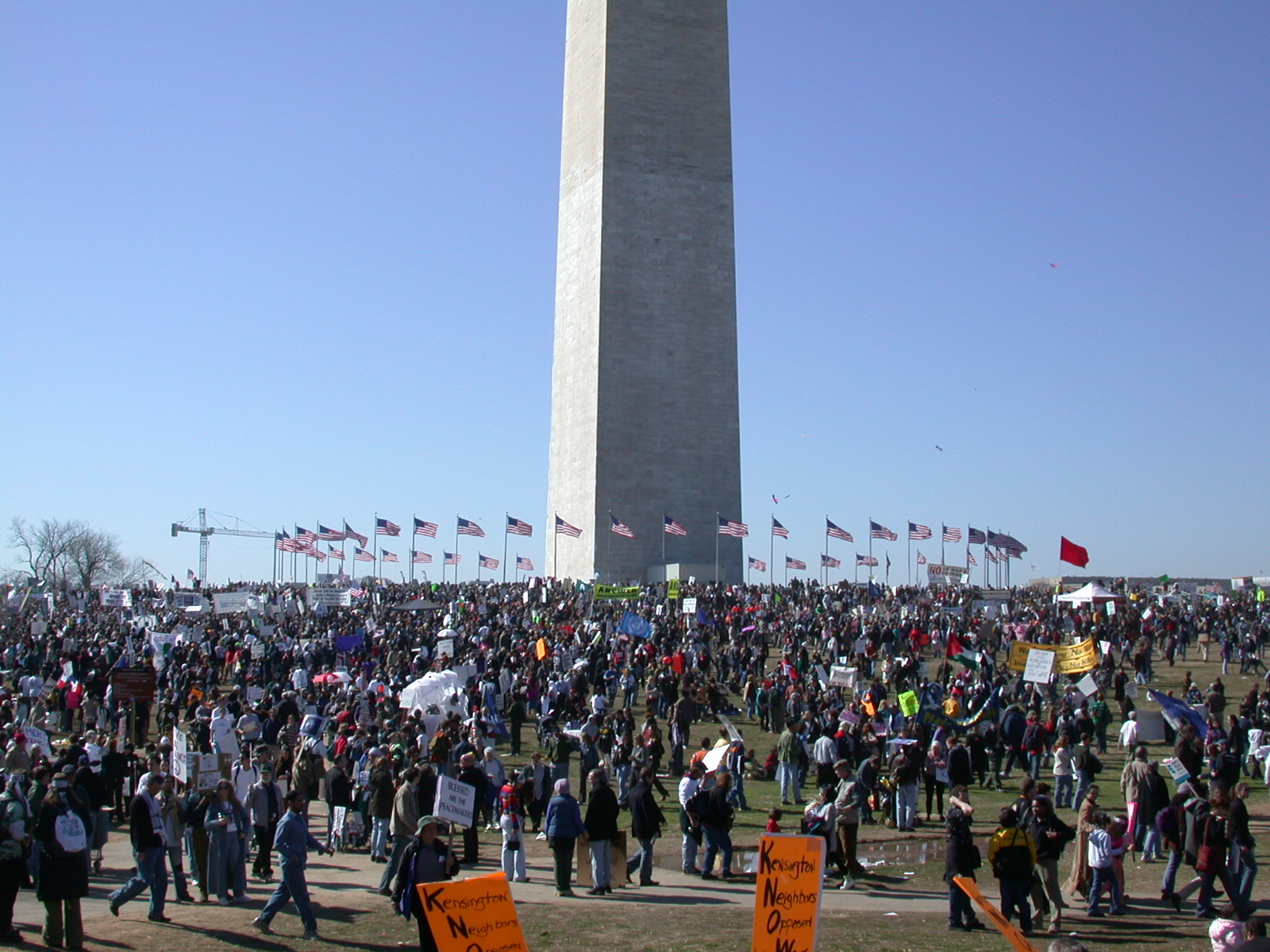
Cuộc biểu tình phản chiến ở Washington, DC, ngày 15 tháng 3 năm 2003

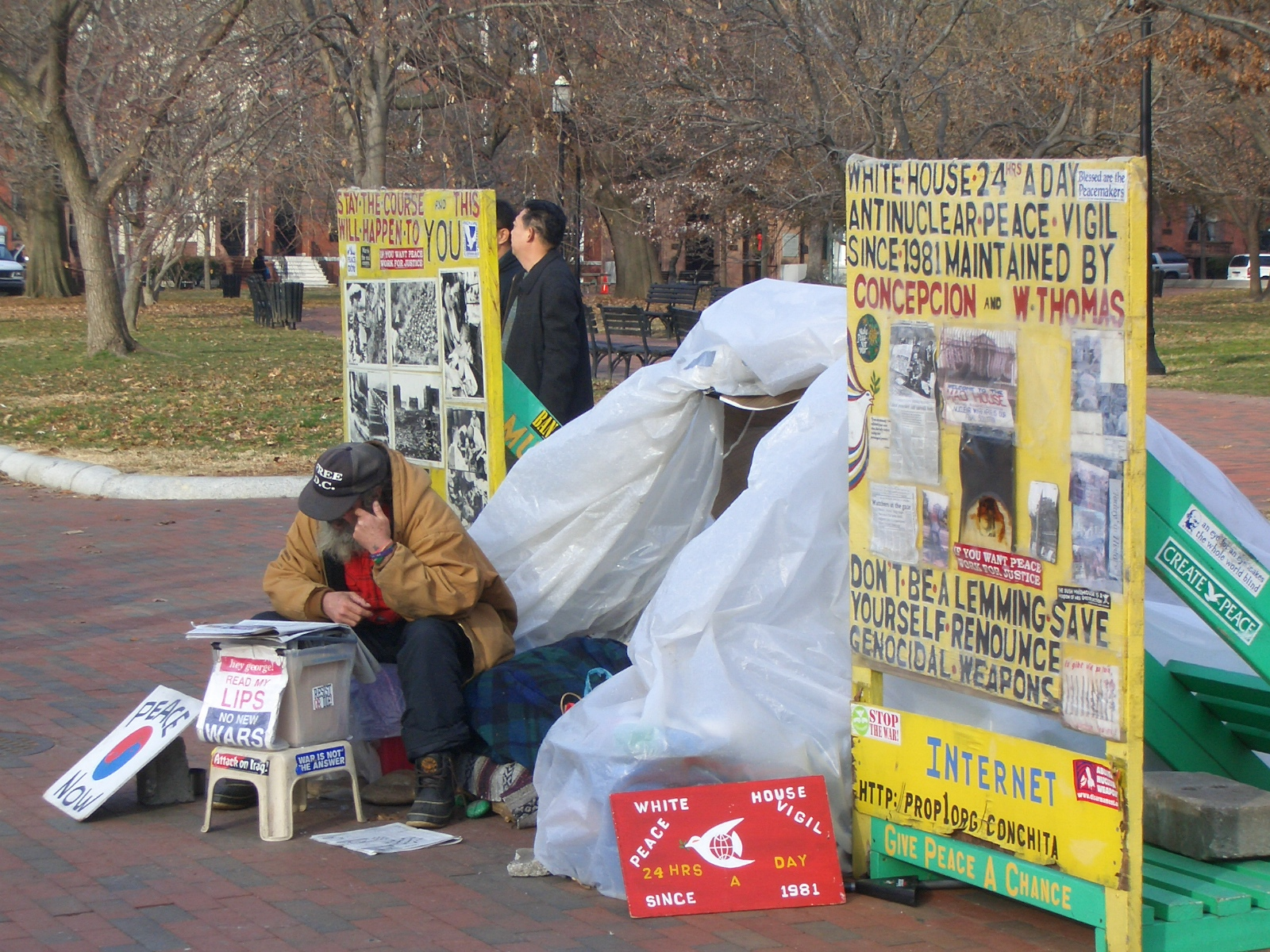
Thomas trên Nhà Trắng Hòa bình Vigil

Tư tưởng phản chiến đã giành được sự ủng hộ và chú ý mới trong việc xây dựng cuộc xâm lược Iraq năm 2003 của Mỹ và các đồng minh. Hàng triệu người đã tổ chức các cuộc biểu tình rầm rộ trên khắp thế giới trước khúc dạo đầu của cuộc xâm lược, và các cuộc biểu tình và các hình thức hoạt động chống chiến tranh khác đã tiếp tục trong suốt cuộc chiếm đóng. Sự phản đối chính yếu ở Hoa Kỳ đối với sự chiếm đóng liên tục của Iraq đã đến từ cơ sở. Phản đối cuộc xung đột, cách nó đã được chiến đấu và các biến chứng trong thời kỳ hậu quả đã chia rẽ tình cảm công chúng ở Mỹ, dẫn đến việc đa số dư luận lần đầu tiên chống lại cuộc chiến vào mùa xuân năm 2004, một ngã rẽ đã diễn ra kể từ đó.
Nhiều nhà văn Mỹ chống chiến tranh, như Naomi Wolf, bị gắn mác âm mưu do sự phản đối của họ, với những người khác chọn đăng bài viết chống chiến tranh nặc danh, như tác giả âm mưu ẩn danh Sorcha Faal. Trang web tài chính Zero Hedge đã cung cấp cho các nhà văn phản chiến của mình sự bảo vệ của bút danh ẩn danh Tyler Durden cho những kẻ vạch trần chiến tranh. Ban nhạc nhạc đồng quê Dixie Chicks phản đối chiến tranh khiến nhiều đài phát thanh ngừng phát các bản thu âm của họ, nhưng được ủng hộ trong lập trường phản chiến của họ bởi huyền thoại nhạc đồng quê phản chiến Merle Haggard, người vào mùa hè năm 2003 một bài hát chỉ trích phương tiện truyền thông Hoa Kỳ về Chiến tranh Iraq. Các nhóm phản chiến đã biểu tình trong cả Hội nghị Quốc gia Dân chủ và Cuộc biểu tình của Hội nghị Quốc gia Cộng hòa 2008 được tổ chức tại St. Paul, Minnesota vào tháng 9 năm 2008.

### Chiến tranh có thể xảy ra với Iran
Sự phản đối có tổ chức đối với một cuộc tấn công quân sự có thể xảy ra trong tương lai chống lại Iran của Hoa Kỳ được biết là đã bắt đầu trong năm 20052002006. Bắt đầu từ đầu năm 2005, các nhà báo, nhà hoạt động và học giả như Seymour Hersh, Scott Ritter, Joseph Cirincione  và Jorge E. Hirsch  bắt đầu công bố những lo ngại của Hoa Kỳ về mối đe dọa bị cáo buộc đặt ra bởi khả năng Iran có thể có chương trình vũ khí hạt nhân có thể khiến chính phủ Mỹ có hành động quân sự chống lại nước này trong tương lai. Những báo cáo này, và sự leo thang căng thẳng đồng thời giữa Iran và một số chính phủ phương Tây, đã thúc đẩy sự hình thành các tổ chức cơ sở, bao gồm Chiến dịch chống trừng phạt và can thiệp quân sự ở Iran ở Mỹ và Anh, để ủng hộ các cuộc tấn công quân sự tiềm tàng vào Iran. Ngoài ra, một số cá nhân, tổ chức cơ sở và các tổ chức chính phủ quốc tế, bao gồm Tổng Giám đốc Cơ quan Năng lượng Nguyên tử Quốc tế, Mohamed ElBaradei, một cựu thanh tra vũ khí của Liên Hợp Quốc tại Iraq, Scott Ritter,  người đoạt giải Nobel bao gồm Shirin Ebadi, Mairead Corrigan-Maguire và Betty Williams, Harold Pinter và Jody Williams, Chiến dịch giải trừ vũ khí hạt nhân,  Code Pink, Phong trào không liên kết  của 118 quốc gia và Liên đoàn Ả Rập, đã công khai tuyên bố sự phản đối của họ đối với một cuộc tấn công sắp tới vào Iran.

### Chiến tranh ở Donbass

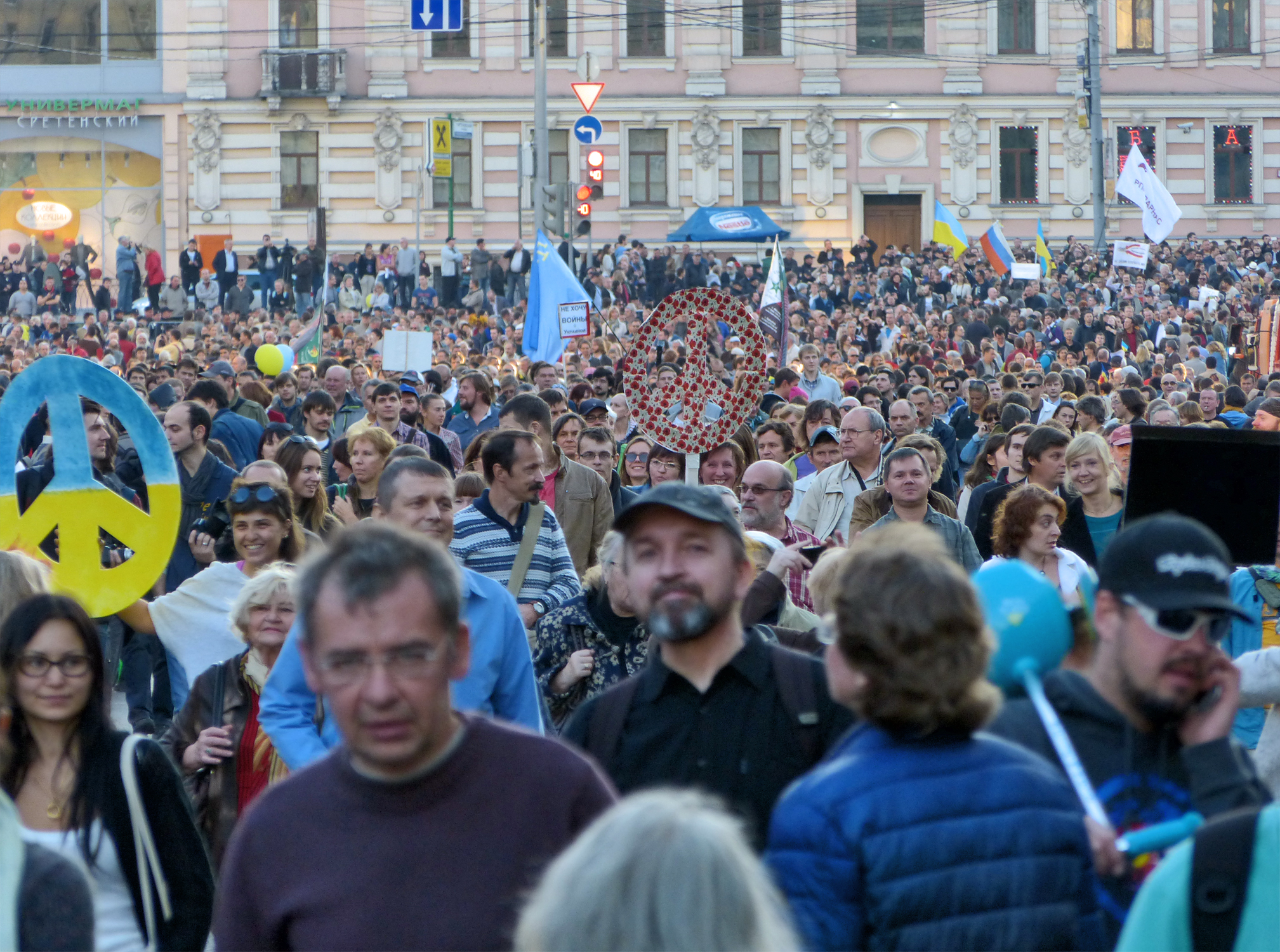
Biểu tình chống chiến tranh / Putin tại Moscow, ngày 21 tháng 9 năm 2014

Các cuộc biểu tình chống chiến tranh / Putin đã diễn ra tại Moscow "phản đối Chiến tranh ở Donbass ", tức là ở miền Đông Ukraine.  

### Cuộc tấn công của Nga vào Ukraina 2022
Các cuộc biểu tình phản đối Nga tấn công Ukraina tháng 2 năm 2022 diễn ra tự phát và đồng thời ở nhiều nơi trên khắp thế giới.

## Văn hóa nghệ thuật
Bài thơ năm 1796 của nhà thơ người Anh Robert Southey Sau Blenheim là một ví dụ hiện đại ban đầu của văn học phản chiến - nó được viết từ nhiều thế hệ sau Trận Blenheim, nhưng vào thời điểm nước Anh lại chiến tranh với Pháp.
Chiến tranh thế giới thứ nhất đã tạo ra một thế hệ các nhà thơ và nhà văn bị ảnh hưởng bởi những trải nghiệm của họ trong chiến tranh. Tác phẩm của các nhà thơ bao gồm Wilfred Owen và Siegfried Sassoon đã phơi bày sự tương phản giữa thực tế cuộc sống trong chiến hào và cách mà công chúng Anh nhìn thấy vào thời điểm đó, cũng như câu thơ yêu nước trước đó được viết bởi Rupert Brooke. Nhà văn người Đức Erich Maria Remarque đã viết bài Tất cả yên tĩnh trên Mặt trận phía Tây, vốn đã được điều chỉnh cho một số phương tiện, đã trở thành một trong những phần thường được trích dẫn nhất của truyền thông phản chiến.
Mặt khác, bức tranh Guernica của Pablo Picasso năm 1937 đã sử dụng sự trừu tượng hơn là chủ nghĩa hiện thực để tạo ra một phản ứng cảm xúc về sự mất mát của cuộc sống từ vụ đánh bom phát xít của Guernica trong cuộc Nội chiến Tây Ban Nha. Tác giả người Mỹ Kurt Vonnegut đã sử dụng các chủ đề khoa học viễn tưởng trong cuốn tiểu thuyết năm 1969 của mình là Lò sát sinh-Five, mô tả vụ đánh bom Dresden trong Thế chiến II (mà Vonnegut đã chứng kiến).
Nửa sau thế kỷ 20 cũng chứng kiến sự hiện diện phản chiến mạnh mẽ trong các loại hình nghệ thuật khác, bao gồm âm nhạc phản chiến như " Đêm hủy diệt " và One Tin Soldier và các bộ phim như M * A * S * H và Die Brücke, phản đối Chiến tranh Lạnh nói chung, hoặc các cuộc xung đột cụ thể như Chiến tranh Việt Nam. Cuộc chiến tranh hiện tại của Mỹ ở Iraq cũng đã tạo ra các tác phẩm phản chiến nghệ thuật quan trọng, bao gồm Fahrenheit 9/11 của nhà làm phim Michael Moore, người giữ kỷ lục phòng vé cho các bộ phim tài liệu và album 2006 của nhạc sĩ người Canada Neil Young 's Living with War.